# Tomographie sismique
 (février 2017).
Si vous disposez d'ouvrages ou d'articles de référence ou si vous connaissez des sites web de qualité traitant du thème abordé ici, merci de compléter l'article en donnant les références utiles à sa vérifiabilité et en les liant à la section « Notes et références ».
La tomographie sismique est une méthode géophysique utilisant les enregistrements des séismes pour cartographier la structure interne de la Terre ainsi que ses propriétés physiques et minéralogiques. 
En comparant les temps d'arrivée des différentes ondes sismiques les unes relativement aux autres et à différents endroits, il est possible de calculer les vitesses de propagation de ces ondes et leurs variations à l’intérieur du globe terrestre. À partir de ces données expérimentales, des modèles tridimensionnels sont obtenus selon la technique d'imagerie de tomographie.  
Les variations de vitesse dans l'espace sont ensuite interprétées comme des variations de température locale ou de composition de la roche (chimique ou minéralogique). La tomographie sismique sert ainsi à cartographier les hétérogénéités du manteau terrestre. Ces résultats sont utilisés en tectonique des plaques et expliquent les liens entre les déplacements des plaques lithosphériques et la convection mantellique. 

## Principe
Un séisme naturel ou provoqué émet des vibrations sismiques dans toutes les directions depuis son foyer ou hypocentre, qui se propagent dans les milieux environnants sous forme d'ondes. Celles-ci sont de différentes natures et de vitesses différentes : ondes de volume de type P (compression) ou S (cisaillement), ondes de surface le long des interfaces entre régions ayant un contraste suffisant de propriétés physico-mécaniques.
Ces propriétés des milieux traversés, notamment les modules d’élasticité de Lamé μ et λ, et la densité ρ, conditionnent les vitesses de ces ondes et le chemin qu’elles parcourent.
Dans le cas des ondes de volume, la vitesse d’une onde P en un point est donnée par {\displaystyle V_{p}={\sqrt {\frac {\lambda +2\mu }{\rho }}}}  et celle d’une onde S par : {\displaystyle V_{s}={\sqrt {\frac {\mu }{\rho }}}}.
Avec la profondeur, la pression augmente ainsi que la densité des roches et les coefficients élastiques. Ces derniers croissent plus vite que la densité, ainsi la vitesse des ondes augmente en profondeur. Les ondes sismiques suivent une trajectoire courbe.
Une onde arrive à une station sismique en un certain temps, et il est possible de déterminer une grandeur physique nommée « temps de parcours » d’une onde dans le manteau. Ce temps est fonction de la distance angulaire entre les deux stations et de la profondeur du séisme.
Si l’onde sismique traverse une anomalie lithologique dans le manteau, typiquement une lithosphère plongeante, son temps de parcours réel va être différent du théorique (qui considère le manteau homogène), du fait de la modification locale de densité et de modules d’élasticité. L’anomalie de vitesse mesurée expérimentalement est globalement de l’ordre du millième du temps de parcours, ce qui contraint les mesures à être précises.
En recoupant les données d’anomalies de vitesse d’un très grand nombre de chemins d’ondes, il est possible de cartographier les hétérogénéités et de créer un modèle numérique tridimensionnel de ces anomalies de vitesse dans le manteau terrestre. En pratique, on les représente en cartes du manteau à une profondeur donnée, ou bien selon des coupes verticales sur un plan radial (contenant le centre de la Terre).

## Nomenclature des ondes sismiques utilisées en tomographie
La vitesse des deux types d’ondes P et S varie en fonction du matériau traversé. Ces ondes se réfractent et se réfléchissent suivant les lois de Snell-Descartes. Lorsqu’une onde P arrive obliquement sur une transition entre deux matériaux (interface manteau-noyau par exemple), une petite partie de son énergie est alors convertie en une autre forme d’onde (une fraction de P devient alors S). L’interprétation des relevés sismographiques est donc ardue car s’y chevauchent les tracés de nombreux types d’ondes qu’il faut démêler et dont on doit expliquer l’origine. Pour s’y retrouver un peu mieux, on a désigné toutes ces ondes par des lettres différentes qu’on peut ensuite combiner au fur et à mesure de leur évolution (voir tableau ci-dessous).
Onde P :	manteau	P ; noyau externe	K ; noyau interne I
Onde S : manteau S ; noyau externe, pas d'onde S ; noyau interne J
Ainsi une onde PP est une onde P qui, après avoir subi une réflexion sous la surface externe du globe terrestre, est restée dans le manteau avant de réapparaître en surface où elle est détectée. Une onde PKP sera une onde P qui ressort en surface après avoir traversé le noyau externe liquide (trajet = manteau / noyau ext. / manteau). On peut ainsi allonger l’appellation autant que nécessaire. Prenons un exemple assez complexe : une onde quasi verticale traversant le globe terrestre de part en part après avoir rebondi à la surface et être passée deux fois (à l’aller et au retour) par le noyau et la graine réapparaîtra à la surface affublée du gentil sobriquet, palindrome totalement imprononçable, de PKIKPPKIKP !
Les ondes réfléchies sur le noyau externe (interface noyau-manteau) sont notées : PcP, PcS, ScP...
Les ondes réfléchies sur le noyau interne (enveloppe de la graine) sont notées : PKiKP, PKiKS, etc.
(Fig : Nomenclature des ondes sismiques)

## Historique des découvertes dues à la tomographie sismique
Au cours du XXe siècle, plusieurs découvertes essentielles ont été faites grâce à la tomographie sismique.
- En 1909, Andrija Mohorovičić détecte sous la Croatie l’interface croûte / manteau appelée désormais, et en hommage à son découvreur, Moho.
- En 1912, Beno Gutenberg (1889-1960) place l’interface manteau / noyau à 2900 km de profondeur grâce à l’étude des ondes P.
- En 1926, Harold Jeffreys (1891-1989) établit la fluidité du noyau métallique.
- En 1936, Inge Lehmann (1888-1993) découvre la graine : partie métallique à l’intérieur du noyau. Sa solidité sera établie au cours des décennies suivantes.

Dans le même temps, de 1923 à 1952, d’autres géophysiciens (Adams, Williamson, Bullen, Birch…) travaillent sur des équations permettant de déterminer la variation de la densité avec l’augmentation de pression en profondeur.
Désormais, l’essentiel de la structure de notre globe est posé. Reste à en améliorer la compréhension dynamique interne pour mieux comprendre son évolution, ses soubresauts, les variations du champ magnétique, etc.

## Tomographie de la lithosphère
La tomographie haute résolution à faible profondeur permet de visualiser l’augmentation progressive de densité des plaques océaniques, qui se refroidissent en s’éloignant des dorsales océaniques. À l’inverse, les boucliers archéens continentaux ont des vitesses sismiques anormalement élevées, ce qui signifie qu’ils sont denses et donc froids. Ceci est dû à leur mauvaise conduction thermique et à leur forte épaisseur, que la tomographie estime parfois à 300 km. 
La région des Afars possède une particularité intéressante : la tomographie révèle qu’elle est anormalement très chaude, ce qui signifie que l’asthénosphère profonde et chaude remonte sous la croûte continentale, et risque très probablement de provoquer l’ouverture d’un océan.

## Tomographie du manteau supérieur

### Observations
Les modèles obtenus par tomographie sismique régionale mettent en évidence des bandes inclinées à vitesse sismique anormalement élevée plongeant dans le manteau. Les données sismiques indiquent qu’il s’agit de plaques lithosphériques en subduction, plongeant au minimum jusqu’à l’interface manteau supérieur – manteau inférieur. Ces structures sont classiquement observées sous la mer Égée, où la plaque Afrique plonge sous la Crète.
On ne sait pas exactement jusqu’où peut plonger une plaque. Les situations observées sont diverses : dans le cas de la subduction Pacifique de la région des Mariannes, la plaque plongeante rentre clairement dans le manteau inférieur, alors qu'au niveau du Japon, elle semble stagner et s’aplatir à la limite manteau supérieur – manteau inférieur. 

### Rôle des phases de l’olivine
Ce phénomène serait dû aux transitions de phase de l’olivine. A 410 km de profondeur se produit la transition olivine β – spinelle, qui est exothermique. Comme la plaque plongeante est plus froide que le manteau avoisinant et abaisse les isothermes à sa proximité, cette transition se produit moins profondément que dans des conditions normales, et la force d’Archimède est augmentée. Au contraire, la transition entre spinelle et perovskite à 660 km de profondeur – marquant la limite entre manteau supérieur et manteau inférieur, est endothermique, et se produit donc à une profondeur anormalement élevée, ce qui a pour conséquence de réduire la force d’Archimède, voire de l’annuler, ce qui implique une stagnation possible de la plaque à cette limite. Cependant, le manque d’informations à ce sujet laisse en suspens bien des questions, par exemple le rôle des transitions de phase des minéraux « mineurs » du manteau dans la dynamique de plongement des plaques. 

## Tomographie du manteau inférieur
La tomographie sismique révèle que le manteau inférieur est moins hétérogène que le manteau supérieur, et les anomalies observées n’ont pas de lien avec la tectonique lithosphérique actuelle. On observe cependant des zones anormalement froides, qui correspondraient aux zones où de la lithosphère océanique a été subduite dans le passé.